# Burg Salis
Burg Salis (lettisch Salacgriva oder Salacas pils) bezeichnet eine abgegangene, mittelalterliche Höhenburg vom Typus einer Turmburg, die sich am rechten Ufer der Salis (Salaca) in der historischen Region Livland (Vidzeme) im Norden Lettlands befand. Erbaut im Jahre 1226 vom Erzbistum Riga, diente sie als Außenposten, um die Mündung der Salis in den Rigaischen Meerbusen zu kontrollieren. Historisch liegt die Burg im Kreis Wolmar (Wolmarsche Kreis).

## Geschichte
Etwa einen halben Kilometer von der Mündung des Flusses Salis in die Ostsee entfernt, ließ Bischof Albert I. vermutlich an der Stelle einer alten livischen Wallburg die Burg Salis oder Salismünde errichten. Ihre Hauptaufgaben waren einerseits der Schutz der Mündung des schon in ältester Zeit schiffbar gewesenen Salis-Flusses und zum anderen die Sicherung des einzigen Seehafens des Erzbischofs.
Das genaue Errichtungsjahr ist nicht bekannt (das oftmals genannte Jahr 1226 ist nicht belegt und damit falsch), jedoch wird in historischen Dokumenten der erzbischöfliche Hafen in Salis erst 1368 genannt. Da davon ausgegangen werden kann, dass der Hafen und die schützende Burg gleichzeitig oder kurz nacheinander errichtet wurden, stand wohl auch die Burg bereits 1368. Schriftlich genannt wird die Burg allerdings erst in einem Bericht des Komturs von Goldingen an den Hochmeister des Deutschen Ordens vom 10. März 1479 als „einen Torne veste an der appenen Szee …“ („einem Turm im Westen, nahe dem offenen Meer“).
Die Burg war durch den strategisch wichtigen Hafen früh in die Streitigkeiten des Erzbistums Riga und des Livländischen Ordens involviert und wurde von diesem mehrmals erobert, das erste Mal 1391 als Reaktion auf eine päpstliche Bulle. 1431 wurde Salis erneut vom Orden erobert, nachdem der Erzbischof bereits zuvor die Häfen Dünamünde und Pärnu an den Orden verloren hatte. Dieser kontrollierte nun alle wichtigen Ostseehäfen und konnte das Erzbistum Riga so vom internationalen Handel abschneiden.
1478 bat Erzbischof Silvester den schwedischen König im sich abermals zuspitzenden Konflikt mit dem Livländischen Orden um Unterstützung, woraufhin dieser 200 Soldaten nach Salis schickte. Anfang 1479 marschierte der Ordensmeister Bernd von der Borch in die erzbischöflichen Lande ein und besetzte innerhalb von zwei Wochen dessen Güter; der Erzbischof wurde gefangen genommen. Auch Burg Salis wurde belagert, jedoch ergab sich die Besatzung bereits nach 8 Tagen und die hier stationierten Schweden mussten abziehen. 1485 übergab der Orden die besetzten Burgen und Ländereien dem freundlicher gesinnten Erzbischof Michael.
Während des Livländischen Krieges wurde Burg Salis 1575 von den Truppen des russischen Vasallen König Magnus von Livland eingenommen und schwer beschädigt. Daraufhin ordnete Magnus die Reparatur und Verstärkung der Burg an. Nach dessen Verrat 1577 eroberten russische Zarentruppen die Burg, wobei sie zusammen mit der nebenstehenden Kirche zerstört wurde. 1581 besetzte der schwedische Feldherr Thomas von Emden die Burg und leitete den Bau des Grabens ein.
Nach dem Krieg wurde Salis an Polen-Litauen übergeben, das sich bereits nach der Auflösung der Livländischen Konföderation die Gebiete des säkularisierten Erzbistums Riga und des Ordens als Herzogtum Livland einverleibte.
1596 erwarben die bereits zu Bistumszeiten mächtigen, ehemaligen Bischofs-Vasallen von Tiesenhausen den gesamten Bezirk Salis für 2.200 Dukaten.
Zu Beginn des Polnisch-Schwedischen Krieges eroberte Ewald von Medem Salis für die Schweden, die sodann mit dem Ausbau der Burg begonnen. Ein Militäringenieur wurde aus Stockholm geholt um die Stadtmauer zu reparieren, außerdem wurde die Burg für die Aufnahme einer Garnison von etwa 1.000 Soldaten ausgebaut.
Die Besitzer wechselten im Verlauf des Krieges mehrfach. So wird in historischen Dokumenten erwähnt, dass die Schweden unter der Führung von Sternschild die Burg zunächst 1617 und später am 7. August 1621 erneut einnahmen. Sie erweiterten daraufhin die Burg mit Festungsbauwerken und errichteten vier Erd-Bastionen.
1625 übergab der schwedische König Gustav II. Adolf Burg Salis mit seinen Gütern an seinen Staatsrat Peter Banner, dessen Söhne es wiederum am 23. Juli 1653 an den Rigaer Ratsherrn Michael von Diepenbrock verkauften. Im Zuge der Schwedischen Güterreduktion gelangten die Besitztümer schließlich wieder in den Besitz der Krone.
Nach schwedischen Archivdokumenten wurde die Burg Salis zu Beginn des Großen Nordischen Krieges zerstört; am 20. August 1702 wurde zunächst der Graben und am 27. August 1704 die Burg selbst abgetragen. Die Burg wurde allerdings nicht vollständig geschleift, da in den Jahren 1699, 1780 und 1793 immer noch deutliche Mauerreste vorhanden waren.
Während des Krimkrieges drangen 1854 englische Kriegsschiffe in die Salis-Mündung ein und beschossen Brennholzstapel am Ufer, die schließlich Feuer fingen und die schutzsuchende Fischereiflotte in Brand steckten.
1908 vermaß der baltische Burgenforscher Karl von Löwis of Menar die Fundamente des Burgturms, welche die einzig verbliebenen Überreste der Burg darstellten. Von den ehemals vier Bastionen sind heute nur noch zwei erhalten; die beiden, dem Fluss zugewandten Bastionen wurden im Laufe der Jahrzehnte und Jahrhunderte durch Hochwasser abgetragen.

## Beschreibung

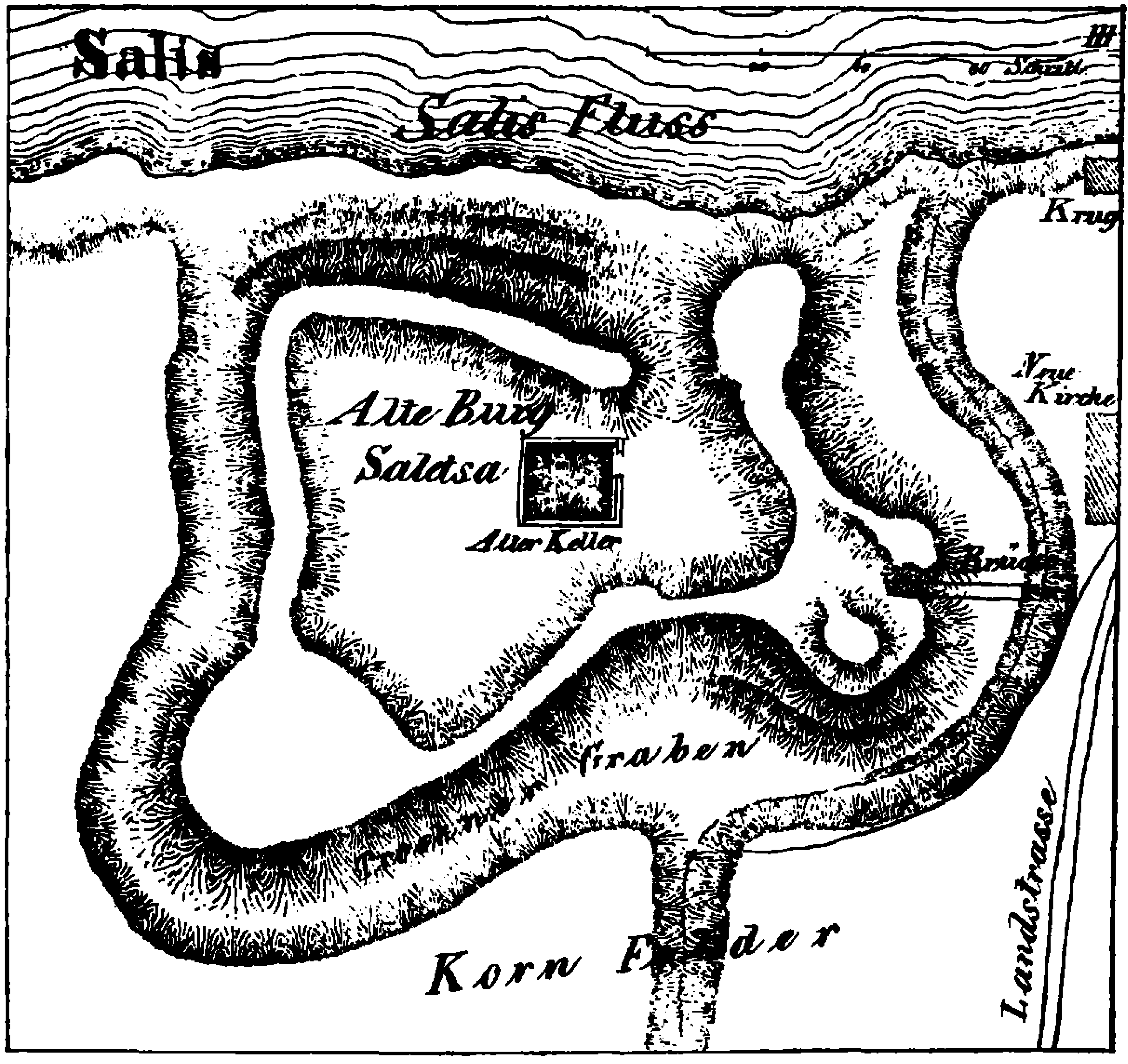
Grundriss der Burg Salis nach Friedrich Kruse (1842)

Burg Salis wurde auf einem niedrigen Hügel errichtet, der nach Südosten eine natürliche, zum Ufer des Flusses Salis abfallende Böschung besitzt; an den anderen drei Seiten war die Burg von einem Wassergraben umgeben, der vom Fluss gespeist war. Der rechteckige Hügel misst heute nur noch eine Seitenlänge von 52 × 60 m, was eine Folge von Erosion durch Hochwasser oder Flutereignissen ist.
Salis war als relativ einfache Turmburg konzipiert, dessen Wehrturm auf einer Fläche von 14 × 19 m mit einer etwa 2,5 m dicken Feldstein-Mauer mit einem geringen Zusatz von Feldbrandziegeln erbaut und vermutlich von einer Palisade oder Ringmauer umgeben war. Aufgrund der wenigen, gefundenen Überreste und von Berichten von Bränden in der Vergangenheit kann davon ausgegangen werden, dass sich im Burghof hauptsächlich einfache Holzgebäude befunden haben.
Die Schweden verstärkten die Burg mit einem vorgelagerten Erdwall und vier Eckbastionen, von denen aufgrund der starken Frühjahrsfluten des Flusses nur noch zwei übrig sind. Der Eingang der Burg befand sich vermutlich in der nördlichen Bastion und war über eine Brücke zu erreichen.
Heute sind nur noch die Fundamente bzw. der Keller des Turmes, sowie einige Erdwälle und zwei Bastionen erhalten.